# Cotoneaster meuselii
Cotoneaster meuselii är en rosväxtart som beskrevs av Klotz. Cotoneaster meuselii ingår i släktet oxbär, och familjen rosväxter. Inga underarter finns listade i Catalogue of Life.